# サボテンダー (ファイナルファンタジー)
- ファイナルファンタジーシリーズ > サボテンダー (ファイナルファンタジー)
- ファイナルファンタジーシリーズ > 召喚獣 > サボテンダー (ファイナルファンタジー)

サボテンダー（Sabotender）は、スクウェア・エニックス（旧スクウェア）のコンピュータゲーム「ファイナルファンタジーシリーズ」に登場する架空のモンスター。

## 概要
小型の柱サボテンに手足が生えたような形状で、胴体に当たる部分に目と口とおぼしき3つの孔が開いており、全体的な外見は埴輪のようにも見えるモンスター。自立自走し、非常口の誘導灯に描かれているピクトグラムのようなポーズを取っていることが多い。生みの親はキャラクターデザイナーの野村哲也。高校生の時にノートに書いた落書きがベースになっているらしい。
初出は『ファイナルファンタジーVI』で、チョコボ、モーグリ、トンベリなどと共に同シリーズのみならずスクウェア・エニックスの主要マスコットキャラクターの1つにもなっている。関連商品が発売されており、同社の他作品にも出演している。
非常にすばやく攻撃がなかなか当たらないうえ、たとえ命中しても硬い体表によりあまりダメージを与えられず、しかもすぐに逃げるためきわめて倒しにくいが、倒したときの恩恵は非常に大きい、という特徴が出演するほぼ全作品で貫かれている。また「はりせんぼん」という、文字通り針を1,000本飛ばし、対象の防御力にかかわらず1,000ポイントの固定ダメージを与える独自の攻撃技も持つ。『ファイナルファンタジーVIII』では「針万本」と呼ばれる、針を10,000本飛ばし10,000ポイントのダメージを与える、事実上の即死攻撃も登場（ヒットポイントの上限の都合上9,999ダメージとなる。『ファイナルファンタジーX』では文字通り10,000ダメージとなったが、アビリティ「HP限界突破」を装備していれば生き残る場合もある）。さらに、主人公たちに友好的な者がいたり、極めてよく似たニセモノが多く登場するなど、シリーズを重ねるごとに存在感を大きくしてきた。『VIII』ではG.F.（ガーディアン・フォース、いわゆる召喚獣）としても使用可能である。

## 登場作品
ファイナルファンタジーVI
サボテンダーが初めて登場した作品。HP（ヒットポイント）は3しかないが防御力と回避が高く、並の攻撃ではほとんど攻撃が当てられず、たとえ当てたとしても1ダメージしか与えられない。
得られる魔法習得値が10と非常に高い。なお、『FFVI』のサボテンダーに限り「針千本」の使用前に「なにかを束ねている」、「針千本」10連発の前に「仕事量を10倍にした」というメッセージが表示されるようになっている。
ゲームボーイアドバンス版では幻獣としても使用可能であり、条件を満たせばジャボテンダーも出現する。本作では「針万本」が「針万本？」になっており、1本足りない。
ファイナルファンタジーVII
サボテンアイランドに生息。亜種であるサポテンダーが初登場する。
ファイナルファンタジーVIII
「サボテンダーアイランド」に生息。髭をたくわえた巨大なサボテンダー、ジャボテンダーが初登場。このジャボテンダーが針万本を使う。サボテンダーはガーディアンフォース（他シリーズでいう召喚獣）としても登場。サボテンダーアイランドに生息するジャボテンダーを倒すことでガーディアンフォースとして使えるようになる。たまにジャボテンダーは対戦中逃走する。得られる経験値は非常に少ないが、アビリティポイント（G.F.がアビリティを覚えるために必要）を大量に得られる。
ファイナルファンタジーIX
地中に「隠れる」「登場」という他のシリーズにはない行動を取る。
ファイナルファンタジーX
亜種であるサボテンダー?が登場した。ビーカネル島のサヌビア砂漠では砂漠からサボテンダーを探し出すイベントが発生し、探し出すサボテンダーには一体一体名前と性格が設定されている。また、ある条件を満たすことで別の亜種であるサポテンダーと戦うことができる。このサポテンダーは針万本よりさらに強力な針99999本（HP限界突破でも可能な最大HPは99999のため、回避不能な即死攻撃でもある。設定されているダメージ量は40万を超えており、たとえ召喚獣がダメージを1/4にする「まもる」を使用していたとしても即死である）を使う。
ファイナルファンタジーX-2
サボテンダー自治区が登場。世界中からサボテンダーを探し出すイベントや、サボテンダーを射撃するミニゲームが用意されている。本作にもジャボテンダーが登場するが、『VIII』のものと違い髭がない。
ファイナルファンタジーXI
拡張データディスク「ジラートの幻影」をインストールしないと遭遇できるエリアに入ることができない。Sabotenderを初めとして、同グラフィックの名称違いが多数登場する。本作での針千本のダメージは1人辺り1000÷（範囲内のプレイヤーキャラクター+ペットの数）になっている。なお、上位のレアモンスター、Cactrot Rapidoは針万本を使用してくるため、特別な対策をしない限りどんなに強いキャラクターでも少人数での攻略は不可能。また、デュナミス-バルクルムおよびアビセア-アルテパという特殊エリアには、針千本や針万本に加え、針弐千本や針四千本なども使用してくるNightmare SabotenderおよびEmperador de Altepaという亜種も登場する。同様に、アビセア-アルテパに生息するCuijatenderという亜種は、針？本（飛んでくる針の数がランダムで、時に10万本を超える針が飛んでくる場合もある）を使用してくる。
倒すと蒸留水やサボテンダーの針を落とし、栽培に用いる謎の多肉植物の子株も落とすが、その中でサボテンダーの針だけは錬金術材というカテゴリのアイテム（合成素材）ではあるものの使用用途が全く無い。この作品においてのサボテンダーはデザインがややリアルになっている。
ファイナルファンタジーXII
サボテンダーは登場しないが、はりせんぼんなどを使うサボテン型のモンスターが出現した。
ファイナルファンタジーXIII
アルカキルティ大平原のとある場所でサブイベントを見ると、大平原の各地に出没するようになる。足が早く接触がかなり難しい。しかし場所によってはすぐに接触できる場合もある（また、PlayStation 3のデータをアップデートすると接触しやすくなる）。戦闘開始時に「サボテンダンス」で｢ザ・サボテンダー｣へと成長を遂げ、さらに「サボテンダンス2番」によって「サボテンマスター」へと成長する。また、ザ・サボテンダーになると「はりせんぼん」を使い、こちらに1000の定数ダメージを与えてくる上、これには物理攻撃を封じるペイン、魔法攻撃を封じるフォーグの追加効果がある。なおサボテンマスターは攻撃力がかなり高めである。これらのサボテンダンスは、サボテンダーに何らかの攻撃をすると防ぐことができるが、成長するごとに獲得できるCPが増加する（最大15000）。チェーン耐性・ブレイク値・HPがゾロ目仕様（サボテンダー）。この他にミッション討伐により上記イベントの場所で「ジャボテンダー」と戦うことができるが、頻繁に「針10000本」放ってくる（こちらもペイン・フォーク効果がある）。これは防御や物理耐性にかかわらず10000のダメージを与えるが、ディフェンダーのオートアビリティ「エリアバリア」で軽減することが可能である。サボテンダーと同様にHPはゾロ目で、さらにある特定の地域ではサポテンダーと戦うことができる。こちらはサボテンダーの頭にピンク色の花が付いており、強力な魔法攻撃を行うほか、頻繁に戦闘から離脱しようとする。
ファイナルファンタジーXIV
南ザナラーンに出現。下位種に「カクター」が存在する。
他作品とは違い回避率が高いなどということはない。
パッチ2.3以後、ランクAのリスキーモブとして中央ザナラーンに数十年に一度の周期で咲く、幻の大花を咲かせた「サボテンダー・バイラリーナ」という巨大なサボテンダーが出現するようになった。
その花の香りは、扇情的な踊り子が男を興奮させるように、サボテンダーを猛らせるという。
「針二万本」を使用し、食らったプレイヤーはその名の通り20000ものダメージを受け即死する。
ファイナルファンタジーXV
ルシスの各所に野生の敵として低い確率で出現。針千本、まきびし、針降らしなどを繰り出してくる。亜種に「サボッテンダー」がおり、ドロップアイテムなどが異なる。大型種「ジャボテンダー」も登場するが、過去作品と比べるとやや小柄。
また、各地のショップで陶芸品として買う事もできる。サブクエストでタルコットの手に渡る。
他にも車のステッカーなどでの登場も果たしている。
周りが現代のような風景の中ただ1人漫画のような格好なので結構浮いた存在である
クライシス コア ファイナルファンタジーVII
召喚獣として登場。
ディシディアファイナルファンタジー
召喚獣と『FFVI』のプレイヤーアイコンとして登場。
ワールド オブ ファイナルファンタジー
ミラージュとして登場するが、サボテン車掌というNPCも登場している。声優は千葉繁。
ストレンジャー オブ パラダイス ファイナルファンタジー オリジン
レアモンスターとして登場する。高速移動している時は、接触したパーティーキャラを強制ダウンさせる。次元の迷宮限定の上位のレアとして、金のサボテンダー、銀のサボテンダーが出現する事がある。
チョコボの不思議なダンジョン
敵モンスターとして登場。デフォルメされ、FF本編のスリムな輪郭から樽のような寸胴の体系になり、頭部からは花を咲かせている。倒すと必ず1000ギル落とすが、倒す前に“ギル投げ”を使われるとその度に額が減ってしまう。亜種のサポテンダーも登場するが、こちらはギルを落とさない。作中に登場するモンスターが掲載される「モンスターファイル」では「歩く貯金箱」と呼ばれている。
チョコボの不思議なダンジョン2
サボテンダー種レベル2として登場。下位種のサポテンダーもギルを落とすようになった。また赤銅の体色を持つ上位種サボテキーラも登場し、ギル投げの他こちらを毒状態にしてくる。
チョコボレーシング 〜幻界へのロード〜
隠しレーサーとして登場。ほとんどのキャラクターがマシンでレースに出場する中、自らの足で走る。ゲーム中最も遅い。
ドラゴンクエスト&ファイナルファンタジー in いただきストリートSpecial
ボーナスキャラクターとして登場。プレイヤーキャラクターと接触することでボーナスのG（お金）が貰える。
キングダム ハーツ シリーズ
キャラクターとしては登場していないが、サボテンダーをモチーフにしたグミシップが登場した。
ファイナルファンタジー・クリスタルクロニクル
敵モンスターとして登場。「はりせんぼん」という技を使うが、倒すと「はりいっぽん」というアイテムを落とす。
LORD of VERMILION III
「FFモンスターズ」としてコラボ扱いで登場。
マリオバスケ 3on3
他社のゲームでは初登場で任天堂ハードでは12年ぶりの登場。『ファイナルファンタジー』シリーズからのゲストキャラクターの1人として参戦する。キャラクターのタイプは「スピード」、スペシャルショットで「ハリセンボン」を使用する。ゲーム開始時はキャラクター選択ができない。サボテンダー以外の隠しキャラクターはトーナメントモードで特定のトロフィーを入手すると出現するが、このキャラクターだけはトーナメントをクリアしても出現しない。また、トーナメント表ではサボテンダー以外のキャラクターは負けた時に泣くが、サボテンダーのみトーナメント表のブロックで敗れたらショックで倒れる。試合でも点を取られたり負けたらショックで倒れる。
モンスターハンター:ワールド
｢FFⅩⅣ｣とのコラボイベントで、環境生物のミニテンダーが大蟻塚の荒野に登場。近づくと猛スピードで逃走するが、捕獲するとマイルームに配置出来る。後のアップデートでサボテンダーも登場。近づいても攻撃せず、逃走もしないがギミックを作動させると｢針千本｣を使ってくる。まともに食らうと即死するが、モンスターに命中させると最大2000ダメージを固定で与えることが可能。こちらも捕獲してマイルームに配置出来る。